# Залуцький Роман Васильович
Залуцький Роман Васильович (нар. 28 жовтня 1912, с. Белелуя, нині Снятинського району Івано-Франківської області — 5 серпня 1995, Чикаґо, США) — американський правознавець українського походження, громадський діяч української діаспори в Німеччині та США.

## Життєпис

### Навчання
Роман Залуцький навчався у Львівському і Віденському університетах. В 1944 році одержав диплом доктора права.

### Німецький період
З 1945 року працював в Університеті Адміністрації об'єднаних націй для допомоги і розвитку й УВУ;
В 1947—1949 роках очолював Центральний союз українського студентства. Також працював у візитатурі Української Католицької Церкви (усі — Мюнхен).

### Американський період
В 1950 році Роман Залуцький виїхав до США, мешкав у Чикаґо. Заступник голови Українського публіцистичного наукового інституту, членом управи Східно-Європейського дослідного інституту.
Також, він очолював осередок Наукового товариства імені Тараса Шевченка у Чикаґо, співробітник «Енциклопедії української діяспори».

### Дослідження спадщини В'ячеслава Липинського
Роман Залуцький активно досліджував діяльність відомого українського політичного діяча, історіософа, соціолога, публіциста, теоретика українського консерватизму В'ячеслава Липинського.
Зокрема, він  співредактор видання першого тому листів В'ячеслава Липинського.

## Публікації
- Липинський Вячеслав Казимирович Повне зібрання творів, архів, студії [Текст] / В. К. Липинський ; голов. ред. Я. Пеленський ; Східноєвроп. дослід. ін-т ім. В. К. Липинського (США), Ін-т європ. дослідж. НАН України. — К. : Смолоскип2003. — ISBN 966-7332-90-X.
- Т. 1 : Листування. (А — Ж) / ред. Р. Залуцький, Х. Пеленська. — [Б. м.]: [б.в.], 2003. — 959 с.: портр. — (Серія «Архів»). — ISBN 966-7332-91-8 (Том 1)